# (2962) Otto
(2962) Otto es un asteroide perteneciente al cinturón de asteroides, descubierto el 28 de diciembre de 1940 por Yrjö Väisälä desde el Observatorio de Iso-Heikkilä, en Turku, Finlandia.

## Designación y nombre
Designado provisionalmente como 1940 YF. Fue nombrado Otto en honor a Otto Oskari Vaisala, biznieto del descubridor.